# Prócz ciebie, nic
Prócz ciebie, nic – singel Kayah i Krzysztofa Kiljańskiego.

## Informacje ogólne
Muzykę do utworu skomponował Witold Cisło, a autorką słów jest Kayah, która po usłyszeniu piosenki „I Don’t Know Where Life’s going” na płycie demo Kiljańskiego stwierdziła, że napisze do niej polski tekst, aby łatwiej było ją wypromować. Tekst powstawał przez pół roku, a impulsem do ostatecznej wersji była tragedia w Biesłanie we wrześniu 2004 – w zamyśle autorki utwór jest o kruchości ludzkiego życia.
Utwór został wydany w maju 2005. Promował go teledysk, w którym oprócz autorów utworu wystąpiły: Monika Ambroziak, Joanna Brodzik, Katarzyna Bujakiewicz, Katarzyna Cynke, Małgorzata Foremniak, Kasia Kowalska, Emilia Krakowska, Marta Lipińska, Anna Mucha, Novika, Marzena Rogalska, Magdalena Różczka, Danuta Stenka i Hanna Śleszyńska.

## Nagrody
42 KFPP w Opolu
- 2005: Superjedynka w kategorii Przebój roku

Fryderyk
- 2006: Fryderyk w kategorii Piosenka roku